# Sci alpino paralimpico
(Art. 1 Convenzione delle Nazioni Unite sui diritti delle persone con disabilità dell'ONU, 13 dicembre 2006, CBM Swiss)

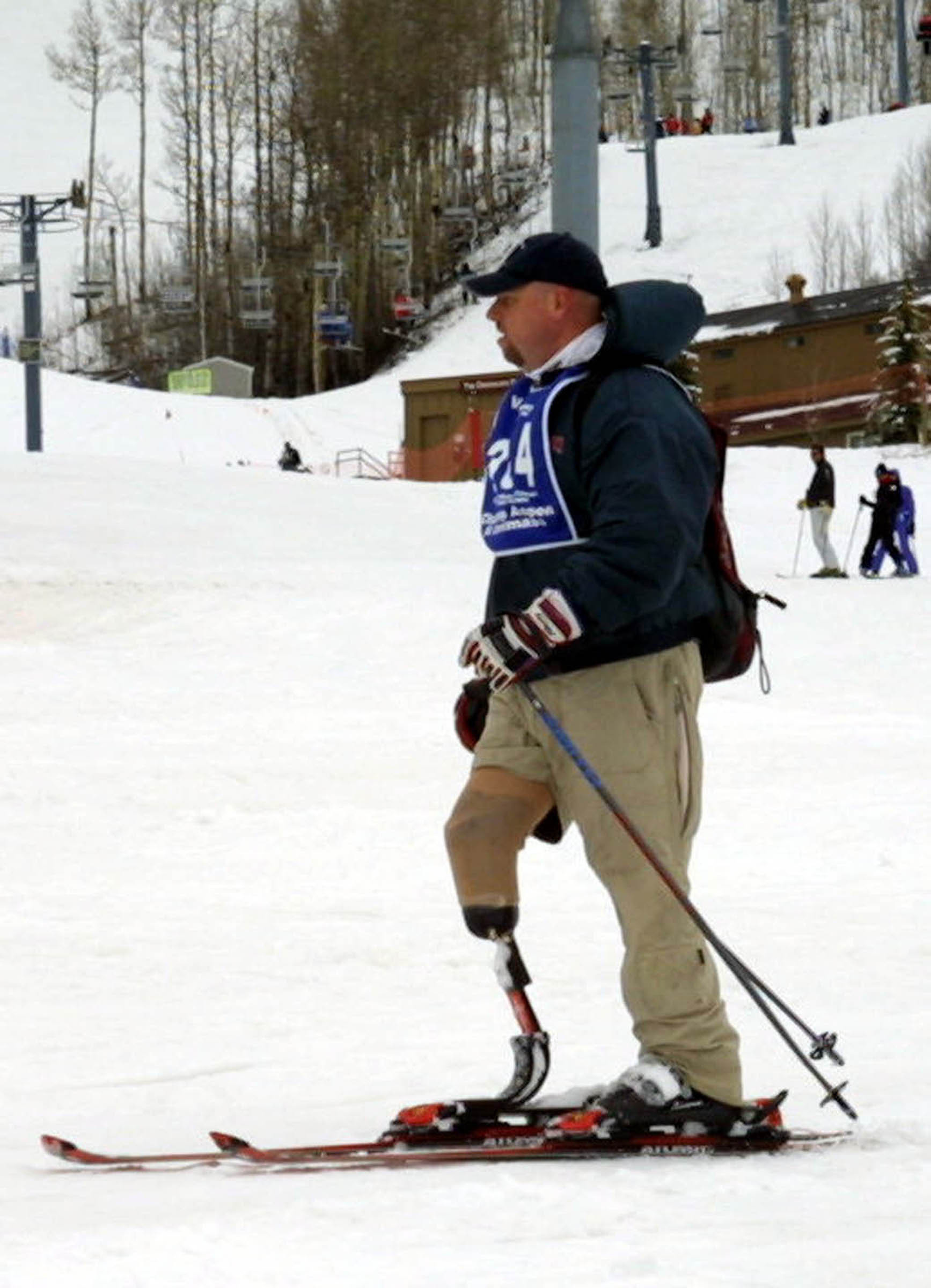
Uno sciatore con protesi

Lo sci alpino paralimpico è la variante dello sci alpino praticata da atleti con disabilità fisiche o visive. L'attrezzatura è adattata all'abilità funzionale dello sportivo, che può utilizzare normali sci, una slitta montata su monosci, stabilizzatori o protesi ortopediche a seconda dei casi. Le persone affette da cecità o ipovisione possono sciare accompagnate da una guida che li precede sulla pista dando loro indicazioni vocali sul percorso da seguire.
L'attività agonistica internazionale è organizzata dal Comitato Paralimpico Internazionale. Per le principali competizioni vale il regolamento della Federazione Internazionale Sci (FIS) integrato da apposite disposizioni dettate dall'IPASC. Si disputano gare in tutte le specialità alpine (discesa libera, supergigante, slalom gigante, slalom speciale, combinata/supercombinata). Gli sciatori sono divisi in categorie in base al tipo e al grado di disabilità.

## Categorie
La classificazione utilizzata dal Comitato Paralimpico Internazionale distingue gli sciatori alpini in tre gruppi principali in base al tipo di disabilità, con un'ulteriore suddivisione per grado di disabilità. A livello agonistico, il grado di disabilità è determinato da appositi classificatori sportivi autorizzati. A parità di classificazione, in gara vince il concorrente che ha fatto segnare il minor tempo senza aver saltato nessuna porta. Se in qualche categoria ci sono pochi partecipanti, gli organizzatori possono decidere di accorparle; in questo caso i tempi vengono mediati con un fattore di conversione per tenere conto della diversa classificazione dei concorrenti.

### Disabili visivi
I disabili visivi (spesso identificati con l'espressione inglese visually impaired) si articolano in tre gruppi:
- B1 ciechi totali
- B2 ipovedenti gravi
- B3 ipovedenti lievi

I disabili visivi utilizzano la normale attrezzatura da sci e gareggiano accompagnati da una guida. Per i ciechi totali è previsto il collegamento tramite interfono o l'uso di un megafono. Per gli ipovedenti può essere sufficiente la sola presenza fisica della guida, senza dotazioni speciali.

### In piedi

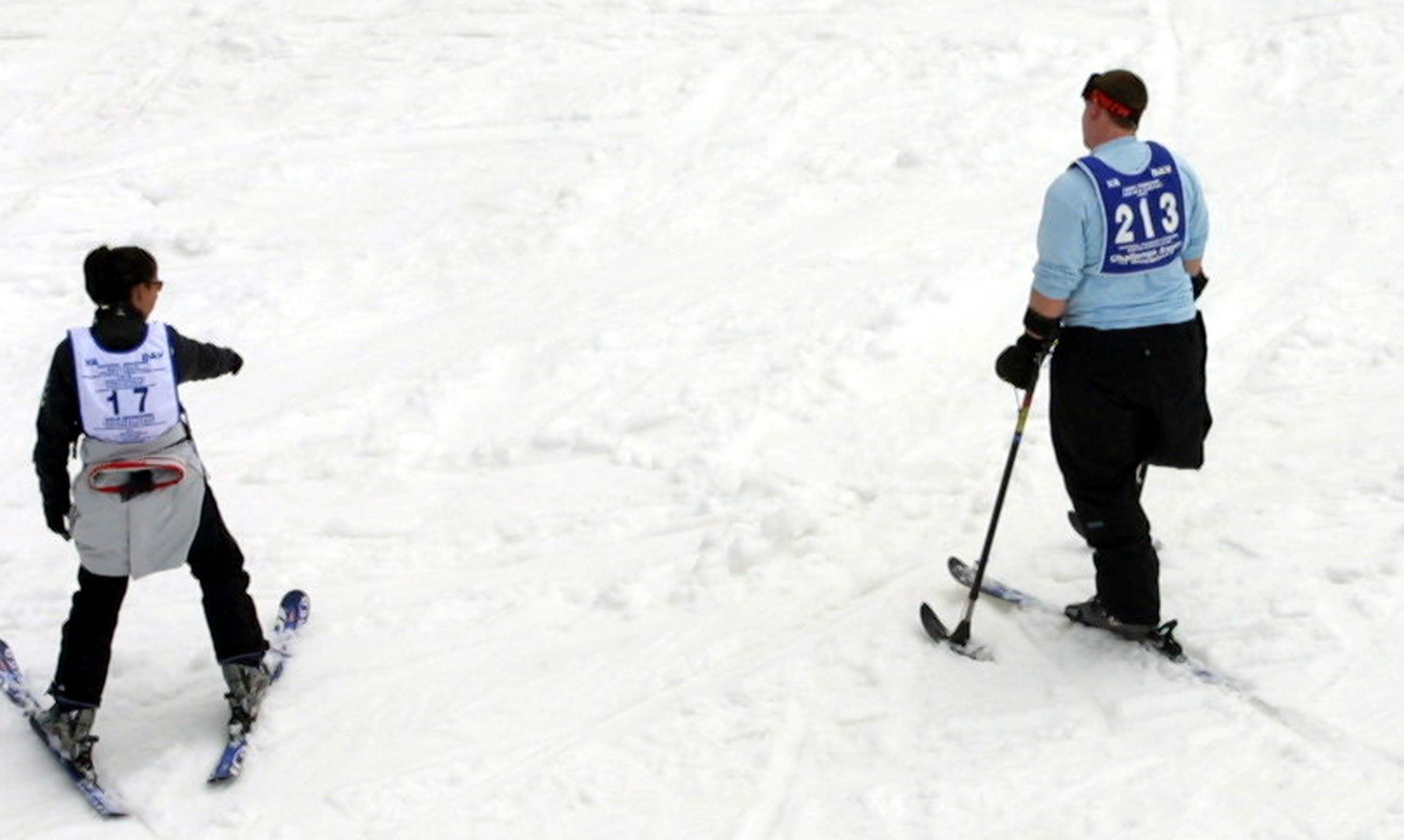
Uno sciatore "in piedi" (a destra) con stabilizzatore

Gli atleti disabili che sciano in piedi (spesso identificati con l'espressione inglese standing), con o senza stabilizzatori, si articolano in sette gruppi:
- LW1 amputazione sopra il ginocchio
- LW2 sciatori con stabilizzatori
- LW3 doppia amputazione sotto il ginocchio
- LW4 sciatori con protesi
- LW5/7 sciatori senza bastoncini
- LW6/8 sciatori con un bastoncino
- LW9 disabilità ad un arto
  - W9/1 disabilità ad un arto (post-amputazione;
  - LW9/2 disabilità ad un arto (paralisi cerebrale).

Nel gruppo "in piedi" sono quindi compresi gli sciatori con disabilità fisiche che sono in grado di reggersi almeno su una gamba, anche con l'uso di protesi. Le persone con disabilità agli arti superiori sciano senza bastoncini, o con un bastoncino solo. Quelle con disabilità agli arti inferiori possono usare due sci, ricorrendo a protesi, oppure su uno sci solo sostituendo i normali bastoncini con degli stabilizzatori, che al posto della punta hanno un piccolo sci e aiutano a mantenere l'equilibrio.

### Seduti

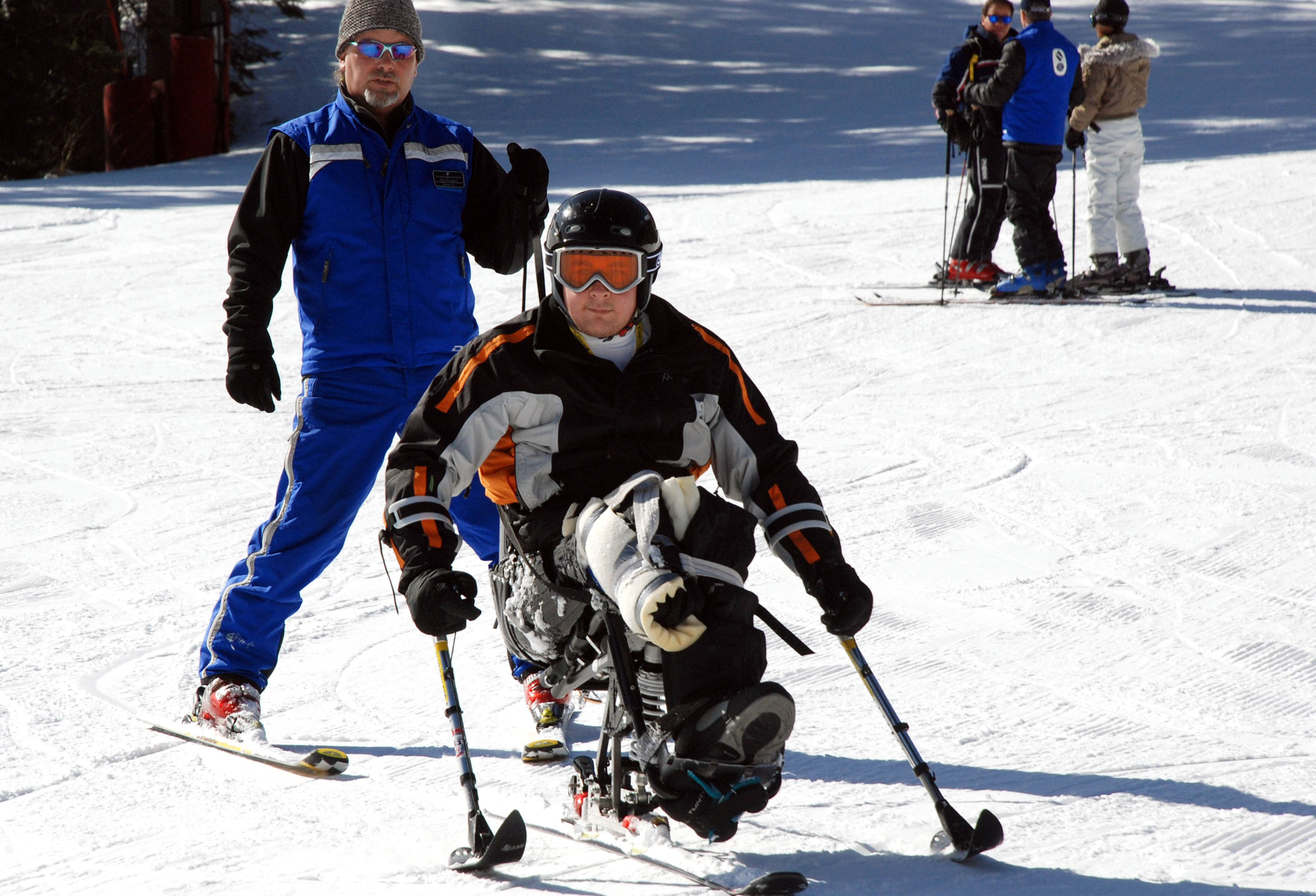
In primo piano, uno sciatore appartenente alla categoria "seduti"

Gli atleti disabili che sciano seduti (spesso identificati con l'espressione inglese sitting) si articolano in tre gruppi:
- - LW10 paraplegia grave
  - LW11 paraplegia lieve
  - LW12 paraplegia lieve con qualche funzionalità agli arti inferiori; doppia amputazione sopra il ginocchio

Nel gruppo "seduti" sono compresi gli sciatori che, a causa di paraplegia o doppia amputazione, non sono in grado di reggersi. Al posto degli sci, usano un attrezzo chiamato monosci (mono-ski o sit-ski), costituito da un sedile montato su uno sci e dotato di sospensioni e apposite imbragature. Al posto dei bastoncini usano gli stabilizzatori.

## Storia
La pratica dello sci alpino da parte di persone disabili iniziò a diffondersi dopo la Seconda guerra mondiale; furono soprattutto gli invalidi di guerra, soldati e civili, che cercarono di tornare a sciare, usando protesi, stampelle e altra attrezzatura spesso inventata e costruita in proprio. In Austria si mossero i primi pionieri, tra cui Sepp Zwicknagl, che sperimentò lo sci con protesi dopo aver subito la doppia amputazione delle gambe. La prima competizione documentata per sciatori disabili si tenne nel 1948 a Bad Gastein e contò diciassette partecipanti.
Un notevole impulso avvenne durante gli anni 1970, la prima competizione internazionale, il Campionato mondiale di sci alpino per disabili IPC, si è svolto a Grand Bornand in Francia nel 1974.. Con l'introduzione dei monosci lo sci alpino diventò praticabile anche dai paraplegici e dalle altre persone in carrozzina. Nel 1976 si svolsero i I Giochi paralimpici invernali, a Örnsköldsvik in Svezia. In quell'edizione si svolsero gare maschili e femminili di slalom gigante e slalom speciale per le categorie in piedi e disabili visivi. Nel 1982 vennero disputati a Les Diablerets, in Svizzera, i primi Campionati mondiali di sci alpino paralimpico; da allora la manifestazione si ripete a cadenza quadriennale. A Innsbruck 1984 la discesa libera venne aggiunta al programma paralimpico; a Lillehammer 1994 fu la volta del supergigante. La categoria seduti, presente solo a livello dimostrativo nel 1984, fu inserita nelle gare da medaglia a Nagano 1998.